# 筑波大学附属駒場中学校・高等学校
筑波大学附属駒場中学校・高等学校（つくばだいがくふぞく こまばちゅうがっこう・こうとうがっこう、英: Junior and Senior High School at Komaba, University of Tsukuba）は、東京都世田谷区池尻に所在し、中高一貫教育を提供する国立男子中学校・高等学校。
筑波大学の附属学校である。通称は「筑駒（つくこま）」。

## 概要
1947年に東京農業教育専門学校の附属新制中学校を設置し、東京農業教育専門学校附属中学校として開校した。1949年に東京教育大学に包括されたことに伴い、東京教育大学東京農業教育専門学校附属中学校と改称され、1950年に東京教育大学東京農業教育専門学校附属高等学校が設置された。1952年に東京農業教育専門学校の閉校に伴い東京教育大学附属駒場中学校・高等学校に改称され、1978年に筑波大学附属駒場中学校・高等学校と改称された。国内で唯一の国立大学附属の男子中学校・高等学校であり、全員が中学から高校へ連絡進学できる。1学年の生徒数は中学120名、高校160名である。
「駒場の自由」、「6年間の自由空間」といった言葉で語られる自由な校風である。また、かつて駒場農学校のあった場所であり、伝統として水田における稲作実習を実施している。この水田は「ケルネル田圃」と呼ばれている。現在は、文部科学省からスーパーサイエンスハイスクール (SSH) の指定を受けている。近くに駒場東邦中学・高校、都立駒場高校、駒場学園高校、日工大駒場中学・高校などが所在し、東京大学駒場キャンパスから南におよそ700mに位置し、東京都の文教地区建築条例による指定はされていないが、いわゆる文教地区に校舎を持つ。
学区制限が設けられており、東京都、神奈川県、埼玉県、千葉県それぞれの一部が通学区域として指定されている。

## 沿革
- 1947年 - 東京農業教育専門学校に附属新制中学校を設置し、東京農業教育専門学校附属中学校として開校。
- 1949年 - 東京教育大学に包括されたことに伴い、東京教育大学東京農業教育専門学校附属中学校と改称。
- 1950年 - 東京教育大学東京農業教育専門学校附属高等学校が開校。
- 1952年 - 東京農業教育専門学校の閉校に伴い東京教育大学附属駒場中学校・高等学校と改称。
- 1953年 - 高等学校に普通科1学級増設。
- 1956年 - 中高一貫教育を開始。
- 1961年 - 農業科の募集停止。
- 1962年 - 中学校2学級、高等学校普通科4学級体制へ移行。
- 1970年 - 中学校3学級体制へ移行。
- 1978年 - 筑波大学附属駒場中学校・高等学校と改称。
- 2004年 - 国立大学法人筑波大学に移管。

## 学校行事
年間を通じてさまざまな行事が催される（4月から日付順）。
校外学習
5月中旬に中1 - 高2が学年ごとに別の場所へ行き、観光や地域研究、学年内での交流などを目的とする。主な行き先は中1が黒姫高原、中2が東京、中3が東北地方、高1が菅平高原、高2が関西地方である。中1・中3・高1・高2は宿泊を伴う。また、この期間中は高3は模擬文化祭を行う。
音楽祭
6月中旬に昭和女子大学人見記念講堂を借り切って開催される合唱コンクール。中学生は課題曲と自由曲の2曲、高校生は自由曲を2曲演奏する。特別参加団体と称する、有志の団体や音楽系部活動による演奏も行われる。外部から招かれた審査員および音楽科教諭の決める賞と一般生徒の投票によって決定される大衆賞がある。
稲作
中1、高1のみ。日本農学発祥記念の地「ケルネル田圃」において毎年6月に田植え、10月に稲刈りをする。収穫した米は入学式と卒業式の折に赤飯にして、新入生および卒業生に供される。
体育祭
9月末に2日間かけて校内にて開催される。中学・高校それぞれクラス毎に分かれて得点を競う。
芸術鑑賞会
10月に全校生徒で芸術を鑑賞する。鑑賞するものは年度によって異なり、ミュージカルやオペラ、美術館鑑賞のような現代的なものが中心。
文化祭
11月初旬に3日間かけて校内にて開催される。中1から高2までは原則としてクラス単位で企画を作り、参加する。また、部活等の団体の参加もある。高3は、いくつかの特別班を組んで中心となって活動する。2022年度文化祭では、特別班の一つであるステージ班の高3生徒の活動の模様がNHKのドキュメンタリー番組「100カメ」で放送された。
ロードレース
1月末に多摩川の土手で行われている。高3以外は原則全員参加で、中学生は4km、高校生は8kmを走る。走行時間で順位が付けられ、上位20名は表彰される。
弁論大会（中学のみ）
2月の中旬の土曜日に校内7号館3階（オープンスペース）で行われる。各クラス、および特別参加団体と称した有志がテーマを設定して自由に論じ、他クラスの生徒がそれらを聞いて質疑応答を繰り返す。各クラス2名、計18人の弁論大会実行委員によって選ばれる賞と、生徒全員の投票によって決定される大衆賞がある。

## クラブ活動
- 運動部 - サッカー部・バスケットボール部・ハンドボール部・軟式テニス部・硬式テニス部・野球部・卓球部・剣道部・水泳部・陸上競技部・山岳部（高校のみ）・野山を愛する会（中学のみ）
- 文化部 - 音楽部・農芸部・生物部・駒場棋院・将棋部・パソコン研究部・科学部（中学のみ）・化学部（高校のみ）・演劇部・語学部・鉄道研究部（中学のみ）・数学科学研究部・中高クイズ研究部・文藝部
- 同好会 - 筑駒jugglers・筑駒管弦楽団・中高折紙研究会・地域振興研究会・アナログゲーム同好会・筑駒総合美術研究会・パズル同好会

## 教員勤務時間
中学校は午前8時20分から午後4時50分、高等学校は午前8時10分から午後4時40分。

## アクセス
- 京王井の頭線 駒場東大前駅より徒歩7分
- 東急田園都市線 池尻大橋駅より徒歩15分
- 東急バス・小田急バス『駒場』バス停より徒歩1分

## 関連学校
- 東京農業教育専門学校
- 東京教育大学
- 筑波大学
  - 筑波大学附属小学校
  - 筑波大学附属中学校・高等学校
  - 筑波大学附属坂戸高等学校
  - 筑波大学附属視覚特別支援学校
  - 筑波大学附属聴覚特別支援学校
  - 筑波大学附属大塚特別支援学校（知的障害）
  - 筑波大学附属桐が丘特別支援学校（肢体不自由）
  - 筑波大学附属久里浜特別支援学校（自閉症）
- 東京都高等学校一覧
- 東京都中学校一覧

## 姉妹校
- 台中市立台中第一高級中等学校